# Орлиная полка
Орлиная полка — скалистый уступ правильной формы естественного происхождения на горе Ленина, в Апшеронском районе Краснодарского края России, между хутором Гуамка и северо-западнее поселка Мезмай в 3 км от Гуамского ущелья.
Высота над уровнем моря около 1000 м, от уровня реки Курджипс − 400 м. Ширина уступа составляет 5 метров, высота — до 3 м. Поблизости располагаются и другие достопримечательности: река Курджипс, Сухая балка и Пирамида.
Свое название место получило благодаря орлам (вернее хищным бородачам и сипам). Раньше эти птицы здесь имели место для гнездования, но с возросшим потоком туристов, были вынуждены переместиться на ближайшую скалу Пирамида.
Необходимо отметить, что различают нижнюю и верхнюю полки. Нижняя, самая посещаемая, с выветренным естественным путем ярусом скалы. С Орлиной полки открывается роскошный вид на Мезмайскую долину и сам поселок Мезмай, Лагонакское нагорье и окрестные хребты (Зауда и Мезмай), в ясную погоду можно увидеть плато Лаго-Наки, Азиш-Тау, Главный Кавказский хребет.

## Как попасть
Проход возможен как со стороны поселка Мезмай, но длинный путь с крутым подъёмом делает этот маршрут все менее привлекательным. Самый распространенный путь сейчас начинается от стоянки машин (44.210583, 39.966206). Тропа открыта круглогодично и расположена вдоль дороги идущей к поселку Мезмай, расстояние составляет около 2,7 километров.
Посещение бесплатно и возможно в любое время года.

## Примечание
1. ↑  Орлиная полка: координаты и фото, что посмотреть и где находится Орлиная полка. Тонкости туризма. Дата обращения: 28 февраля 2022. Архивировано 28 февраля 2022 года.
2. ↑  Орлиная полка в Мезмае - маршрут, фото, как добраться (2 октября 2016). Дата обращения: 28 февраля 2022. Архивировано 28 февраля 2022 года.
3. 1 2 3 4  Т. В. Мишина, Ф. А. Литовченко. Оценка территории Гуамского ущелья и его окрестностей для проведения однодневных экскурсий // Образование России и актуальные вопросы современной науки сборник статей II Всероссийской научно-практической конференции. — Пенза : Пензенский государственный аграрный университет, 2019. — С. 161—163.
4. ↑  Орлиная полка в пос. Мезмай: маршруты, как добраться, фото, описание. yugarf.ru. Дата обращения: 28 февраля 2022. Архивировано 28 февраля 2022 года.